# Тарасюк, Василий Михайлович
Васи́лий Миха́йлович Тарасю́к (10 октября 1948, Ломачинцы — 6 мая 2017, Неве Зохар) — российский государственный и политический деятель. Депутат Государственной Думы от ЛДПР IV—VII созывов (2003—2017). Доктор экономический наук.

## Биография
Родился 10 октября 1948 года в селе Ломачинцы Черновицкой области (Украина).
В 1974 году окончил Киевский торгово-экономический институт.
В 1991 году окончил Уфимский нефтяной институт.
В 2012 году окончил Российскую академию народного хозяйства и государственной службы при президенте РФ.
С 1974 года работал на руководящих должностях предприятий торговли, в структуре министерства торговли и министерства рыбного хозяйства Украинской ССР.
В 1984 году был начальником отдела рабочего снабжения Нефтегазодобывающего управления (НГДУ) «Повхнефть» (город Когалым).
С 1988 по 1993 год занимал должность заместителя начальника по социальным вопросам НГДУ «Ватьеганнефть».
В 1993 году — заместитель генерального директора АООТ «ЛУКОЙЛ — Когалымнефтегаз».
В 1995 году был заместителем генерального директора по кадрам и социальному развитию ООО «ЛУКОЙЛ — Западная Сибирь».
В 2000 году — заместитель генерального директора общества «ЛУКОЙЛ-Западная Сибирь».
В 2003 году был генеральным директором ООО «Афипский НПЗ» («Роснефть-Краснодарнефтеоргсинтез»).

### Политическая деятельность
В 2002 был избран Когалымской городской Думы Ханты-Мансийского АО.
В декабре 2003 года избран депутатом Государственной Думы IV созыва по списку Либерально-демократической партии России. Был заместителем председателя Комитета по природным ресурсам и природопользованию.
В 2007 переизбрался в Госдуму V созыва, был заместителем председателя Комитета по вопросам местного самоуправления.
В 2011 переизбрался в Госдуму VI созыва, был первым заместителем председателя Комитета Госдумы по энергетике.
В 2016 году был избран депутатом Госдумы VII созыва, являлся первым заместителем председателя Комитета по природным ресурсам, собственности и земельным отношениям. Был членом фракции ЛДПР.

### Смерть
6 мая 2017 года в израильских СМИ появилась информация о гибели россиянина во время купания в Мёртвом море. Около 8:00, диспетчеры «Маген Адом» приняли экстренный вызов с пляжа гостиницы Herods (в посёлке Неве Зохар): спасатели вытащили на берег находившегося без сознания мужчину. По словам фельдшера Шани Гамлиэль, пострадавшему начал оказывать первую помощь пляжный спасатель, но к моменту прибытия бригады «МаДа» мужчина находился в состоянии клинической смерти, пульс и дыхание отсутствовали. Реанимационные действия не увенчались успехом, в результате чего пострадавший перешёл в стадию биологической смерти. Информацию о гибели гражданина РФ подтвердил представитель посольства РФ в Израиле, однако имя погибшего не разглашалось.
10 мая в российских СМИ стала появляться информация, что погибшим россиянином был депутат Госдумы РФ Василий Михайлович Тарасюк, который вместе со своей женой проходил курс лечения. Эту информацию подтвердил член фракции ЛДПР и вице-спикер ГД РФ Игорь Лебедев. Подробные обстоятельства смерти на данный момент неизвестны.
В день подтверждения информации о смерти Тарасюка губернатор Ханты-Мансийского автономного округа (в ХМАО он долгое время работал, а также был избран депутатом Госдумы VI созыва от региона) Наталья Комарова выразила соболезнования супруге и семье умершего.

## Награды
- Благодарность Правительства Российской Федерации (22 июня 2016 года) — за заслуги в законотворческой деятельности и многолетний добросовестный труд[8]